# Jankowice-Kolonia (województwo łódzkie)
Jankowice-Kolonia – kolonia w Polsce położona w województwie łódzkim, w powiecie brzezińskim, w gminie Jeżów.
W latach 1975–1998 miejscowość administracyjnie należała do województwa skierniewickiego.
Inne miejscowości o nazwie Jankowice: Jankowice